# Свиріно (Нижньогородська область)
Свиріно (рос. Свирино) — присілок в Большеболдинському районі Нижньогородської області Російської Федерації.
Населення становить 6 осіб. Входить до складу муніципального утворення Черновська сільрада.

## Історія
Від 2009 року входить до складу муніципального утворення Черновська сільрада.

## Населення
| 1999 | 2002 | 2010 |
| ---- | ---- | ---- |
| 19   | ↘14  | ↘6   |